# San Pedro de Latarce
San Pedro de Latarce is een gemeente in de Spaanse provincie Valladolid in de regio Castilië en León met een oppervlakte van 44,28 km². San Pedro de Latarce telt 522 inwoners (1 januari 2016).

## Demografische ontwikkeling
Bron: INE, 1857-2011: volkstellingen